# Bradley Locko
Bradley Locko, né le 6 mai 2002 à Ivry-sur-Seine, est un footballeur français qui évolue au poste de latéral gauche au Stade brestois 29.
Il est médaillé d'argent aux Jeux Olympiques de Paris en 2024.

## Biographie
Bradley Locko, fils d'une footballeuse, Hermancia, ayant évolué en deuxième division congolaise, joue dans l'équipe des moins de 17 ans du Montrouge FC 92 avec son frère jumeau Bryan. Les deux frères rejoignent le FC Lorient  à l'été 2019, signant un contrat d'un an (plus deux en option) comme aspirant.
En juin 2020, Bradley Locko signe un contrat professionnel de trois saisons, plus une année en option, au Stade de Reims évoluant en Ligue 1. Il passe sa première année dans l'équipe réserve, avant de rejoindre le groupe professionnel à l'été 2021.
Il fait ses débuts avec l'équipe A le 15 août 2021, lors d'un match de Ligue 1 contre Montpellier (3-3), durant lequel il joue 54 minutes. Malgré son rôle défensif, il marque son premier but le 31 octobre 2021, contre Bordeaux, n'empêchant pas la défaite 3-2 des Champenois.
Il rejoint le Stade brestois 29 sous forme de prêt avec option d'achat le 31 janvier 2023. Il rejoint définitivement Brest, le 27 juillet 2023 pour une durée de 4 ans.
Lors de la saison 2023-2024 il participe à 33 matchs pour un seul manqué, lors du dernier et apparaît dans l'équipe type UNFP de la saison.
À la veille du premier match de la saison 2024-2025, il subit à l'entrainement une rupture du tendon d'Achille et se retrouve écarté des terrains pour plusieurs mois. Il fait son retour à la compétition, pile un an jour pour jour après son dernier match avec le Stade brestois 29 face au LOSC Lille, lors de l'avant-dernière journée de la saison le 10 mai 2025 où son équipe l'emporte deux buts à zéro.

### En sélection
Il est convoqué pour la première fois par Thierry Henry avec l'équipe de France espoirs le 5 octobre 2023, pour participer aux matchs de qualifications à l'Euro espoirs 2025, face à la Bosnie-Herzégovine et la Chypre, où il est resté sur le banc. Il est de nouveau rappelé le 13 novembre 2023 à la dernière minute en renfort à la suite des forfaits de Malo Gusto et Quentin Merlin pour un nouveau match de l'Euro espoirs 2025 face à l'Autriche et un match amical contre la Corée du Sud. Il prend par à son premier match contre la Corée du Sud en rentrant en jeu où les bleus s’inclinent 3-0. Il connaît ensuite sa première titularisation contre les États-Unis, le 25 mars 2024 où les deux équipes se séparent d'un match nul 2-2.
Le 3 juin 2024, Thierry Henry le sélectionne dans une pré-liste de 25 joueurs afin de disputer les Jeux olympiques 2024 à Paris avant de le convoquer dans la liste définitive des 18 joueurs le 8 juillet. Les bleuets atteignent la finale et obtiennent la médaille d'argent après la défaite face à l'Espagne.

## Statistiques
| Saison                | Club                     | Championnat           | Championnat | Championnat | Championnat | Coupe(s) nationale(s) | Coupe(s) nationale(s) | Coupe(s) nationale(s) | Compétition(s) continentale(s) | Compétition(s) continentale(s) | Compétition(s) continentale(s) | Compétition(s) continentale(s) | Total | Total | Total |
| Saison                | Club                     | Division              | M.          | B.          | P.d.        | M.                    | B.                    | P.d.                  | Comp.                          | M.                             | B.                             | P.d.                           | M.    | B.    | P.d.  |
| 2021-2022             | Stade de Reims           | Ligue 1               | 24          | 1           | 1           | 2                     | 0                     | 0                     | -                              | -                              | -                              | -                              | 26    | 1     | 1     |
| 2022-2023             | Stade de Reims           | Ligue 1               | 15          | 0           | 0           | 2                     | 0                     | 0                     | -                              | -                              | -                              | -                              | 17    | 0     | 0     |
| Sous-total            | Sous-total               | Sous-total            | 39          | 1           | 1           | 4                     | 0                     | 0                     | -                              | 0                              | 0                              | 0                              | 43    | 1     | 1     |
| 2022-2023             | Stade brestois 29 (prêt) | Ligue 1               | 7           | 0           | 0           | -                     | -                     | -                     | -                              | -                              | -                              | -                              | 7     | 0     | 0     |
| 2023-2024             | Stade brestois 29        | Ligue 1               | 33          | 0           | 1           | 2                     | 0                     | 0                     | -                              | -                              | -                              | -                              | 35    | 0     | 1     |
| 2024-2025             | Stade brestois 29        | Ligue 1               | 2           | 0           | 0           | -                     | -                     | -                     | C1                             | -                              | -                              | -                              | 2     | 0     | 0     |
| 2025-2026             | Stade brestois 29        | Ligue 1               | 1           | 0           | 0           | -                     | -                     | -                     | -                              | -                              | -                              | -                              | 1     | 0     | 0     |
| Sous-total            | Sous-total               | Sous-total            | 43          | 0           | 0           | 2                     | 0                     | 0                     | -                              | -                              | -                              | -                              | 45    | 0     | 0     |
| Total sur la carrière | Total sur la carrière    | Total sur la carrière | 82          | 1           | 2           | 6                     | 0                     | 0                     | -                              | -                              | -                              | -                              | 88    | 1     | 2     |

## Palmarès

### En sélection nationale
- France olympique :
  -  Vice-champion aux Jeux olympiques de 2024.

## Distinctions individuelles
- Nommé dans l'équipe type du championnat de France aux Trophées UNFP du football 2024[13]

## Décorations
- Chevalier de l'ordre national du Mérite (décret du 23 septembre 2024)[14]